# Municipio de Van Buren (condado de Crawford)
El municipio de Van Buren (en inglés: Van Buren Township) es un municipio ubicado en el condado de Crawford en el estado estadounidense de Arkansas. En el año 2010 tenía una población de 29194 habitantes y una densidad poblacional de 185,35 personas por km².

## Geografía
El municipio de Van Buren se encuentra ubicado en las coordenadas 35°25′51″N 94°18′31″O / 35.43083, -94.30861. Según la Oficina del Censo de los Estados Unidos, el municipio tiene una superficie total de 157.5 km², de la cual 147.94 km² corresponden a tierra firme y (6.07%) 9.56 km² es agua.

## Demografía
Según el censo de 2010, había 29194 personas residiendo en el municipio de Van Buren. La densidad de población era de 185,35 hab./km². De los 29194 habitantes, el municipio de Van Buren estaba compuesto por el 84.47% blancos, el 1.78% eran afroamericanos, el 2.24% eran amerindios, el 2.6% eran asiáticos, el 0.04% eran isleños del Pacífico, el 5.62% eran de otras razas y el 3.24% pertenecían a dos o más razas. Del total de la población el 10.07% eran hispanos o latinos de cualquier raza.